# Artur Pankratz
Artur Pankratz (ur. 1 lipca 1879 w Bydgoszczy, zm. 5 września 1975 w Elmshorn w RFN) – niemiecki działacz polityczny II RP, radny Bydgoszczy, Sejm I i II kadencji w latach 1922–1930.

## Życiorys
Po ukończeniu bydgoskiego gimnazjum studiował literaturę i orientalistykę w Halle. W czasie I wojny światowej walczył w wojsku niemieckim, m.in. na frontach francuskim i tureckim.
U progu niepodległości RP przewodniczył Niemieckiej Partii Socjaldemokratycznej w Polsce (Deutsche Sozialdemokratische Partei in Polen, DSPP). Był redaktorem naczelnym lewicowej „Volkszeitung” („Gazety Ludowej”). Sprawował mandat radnego Bydgoszczy.
W 1922 został wybrany posłem I kadencji z listy Bloku Mniejszości Narodowych w okręgu Bydgoszcz. Działalność poselską kontynuował również w II kadencji (1928–1930).
Doprowadził do zjednoczenia niemieckich organizacji centrolewicowych w Niemiecką Socjalistyczną Partię Pracy w Polsce, wchodząc w skład jej zarządu. W 1934 na skutek animozji personalnych i sporów światopoglądowych zadecydował o reaktywowaniu DSPP. Współtworzył też Zjednoczenie Niemieckie w Polsce (Deutsche Vereinigung in Polen).
Po włączeniu Bydgoszczy w skład III Rzeszy jesienią 1939 rozpoczął pracę w zarządzie miejskim.
W latach 1945–1955 więziony w radzieckim obozie pracy. Na skutek umowy ZSRR–RFN z 1955 wyjechał do Niemiec Zachodnich, gdzie żył do śmierci.